# 納哈里亞貝塔爾足球會
納哈里亞貝塔爾足球會（Beitar Nahariya，希伯來語：‎）是一支位於以色列納哈里亞的職業足球會，目前於以色列足球丙級聯賽北區A組角逐。

## 外部連結
- Beitar Nahariya The Israel Football Association